# Joe Debono Grech
Joe Debono Grech (né le 17 septembre 1939) est un homme politique maltais. Il a été député à la Chambre des représentants de Malte.

## Vie politique
Joseph Debono Grech a fait ses débuts au Parti travailliste en 1959 à la fois en tant que secrétaire et également en tant que président de plusieurs branches du parti. En 1959, il fut l'un des fondateurs de la « Brigata Laburista ». En 1967, il est nommé secrétaire des Jeunesses ouvrières et représentant au bureau de l'IUSY pour le même comité. En 1969, il est élu chef adjoint pour les affaires du parti. Il se présente pour la première fois aux élections générales en 1966 dans les 13e et 8e circonscriptions. Il a été élu au Parlement maltais en 1966 et lors de toutes les élections ultérieures jusqu'en 2013.

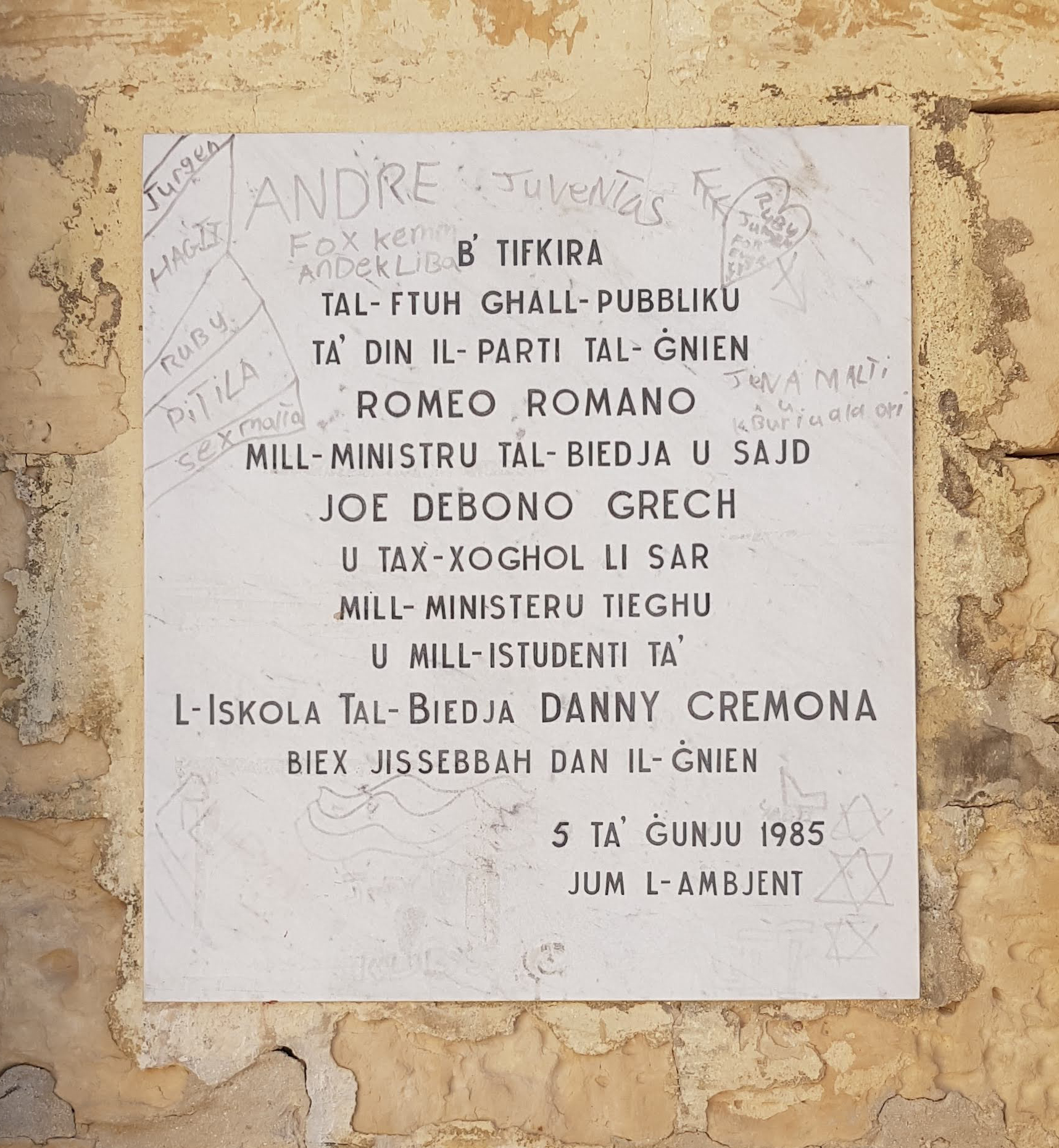
Plaque aux jardins Romeo Romano faisant référence à Debono Grech en tant que ministre de la pêche et de l'agriculture

En 1983, il a été nommé ministre des Investissements parapublics et populaires et a ensuite occupé le ministère de l'Agriculture et de la Pêche pendant quatre ans jusqu'en 1987. Lorsque le Parti travailliste a été réélu en 1996, il a été ministre des Transports et des Ports. De 2003 à 2008, il a été le ministre fantôme de l'aéroport international de Malte et de la sécurité du pays. Il a également travaillé au sein du Syndicat général des travailleurs en tant que secrétaire des travailleurs du pétrole, de la chimie et des travailleurs généraux. Il est aujourd'hui député travailliste du côté gouvernemental.
Pendant de nombreuses années, il a représenté l'Union à Gozo. Il a été représentant du Parti travailliste au Conseil de l'Europe et également membre du Bureau socialiste du Conseil de l'Europe, depuis 1998. Il est membre du comité exécutif national du parti depuis 1960.